# Caltanissetta
Caltanissetta (Cartanissètta en siciliano) es una comuna italiana, capital del consorcio comunal libre de su mismo nombre, localizado en el interior de la isla de Sicilia. Su población estimada (2020) es de 59 425 habitantes.
En sus orígenes fue un asentamiento sarraceno, capturado por los normandos en 1086. Se le otorgó estatutos de conformidad con el plan de urbanización del conde Roger, plan cuyo trazado aún existe. Hoy en día, es el nudo del transporte público de la zona.
Alberga el Museo Arqueológico, que exhibe la mayor parte de los restos prehistóricos e incluye hallazgos de excavaciones llevadas a cabo en la década de 1950, junto con vasijas y herramientas de la Edad del Bronce y antigua cerámica siciliana.
Posee una catedral de aspecto post-renacentista que rompe el característico patrón barroco imperante en casi toda la isla. En su interior se encuentran los frescos de Guglielmo Borremans. Al oeste de la ciudad están las ruinas de Castello de Pietrarossa.

## Demografía
| Gráfica de evolución demográfica de Caltanissetta entre 1861 y 2001 |
|                                                                     |
| Fuente ISTAT - elaboración gráfica de Wikipedia                     |